# زمردماهی‌های رنگین‌کمانی
زمردماهی‌های رنگین‌کمانی (نام علمی: Coris) نام یک سرده از تیره زمردماهیان است که در اقیانوس هند، آرام و اطلس پیدا میشود.